# Неналти-Шимани
Неналти-Шимани (пол. Nienałty-Szymany) — село в Польщі, у гміні Заремби-Косьцельні Островського повіту Мазовецького воєводства.
Населення — 108 осіб (2011).
У 1975-1998 роках село належало до Ломжинського воєводства.

## Демографія
Демографічна структура станом на 31 березня 2011 року:
|          | Загалом | Допрацездатний вік | Працездатний вік | Постпрацездатний вік |
| -------- | ------- | ------------------ | ---------------- | -------------------- |
| Чоловіки | 51      | 11                 | 34               | 6                    |
| Жінки    | 57      | 16                 | 28               | 13                   |
| Разом    | 108     | 27                 | 62               | 19                   |